# 캠프 캐럴
캠프 캐럴(Camp Carroll)은 경상북도 칠곡군 왜관읍에 있는 주한 미군 육군의 군영이자 창고이다.

## 역사
캠프 캐럴은 미국 육군의 보관 시설로서 서울과 부산을 잇는 경부선과 경부고속도로를 이용하여 경상도에서 다른 지방에 주둔하고 있는 주한 미군에게 군수품을 보급하기 위한 목적으로 1959년 5월에 제44공병대대에서 건설하였다. 이듬해 1960년, 한국 전쟁에서 수훈십자훈장을 수여받은 제5보병연대 72전투공병중대 소속의 찰리 F. 캐럴 중사를 기리기 위해 군영의 이름으로 짓고 기념관화하였다.

### 고엽제 등 각종 독극물 매립
2011년 5월 미국 애리조나주 지역방송 KPHO-TV에서 1978년 캠프 캐럴에서 근무했던 스티브 하우스(Steve House) 등 3명이 "베트남 전쟁에서 사용하고 남은 다량의 고엽제를 캐럴 기지에 매립하였다"고 증언하였다.
이에 5월 23일 제8군 사령관 존 D. 존슨 중장은 "1978년 캠프 캐롤 내에 많은 양의 고엽제가 매몰되었다는 주장에 대한 조사에 약간의 진전이 있었다. 우리는 캠프 캐롤에서 1978년에 특정 물질이 매몰되었다는 기록을 찾아냈다."고 밝혔다. 이외에도 1960년대 후반에 제초제인 파라콰트가 매립되었다는 증언도 있으며 1972~75년에는 해골마크 및 독극물이 새겨진 드럼통을 부산항에 있는 주한 미군 전용 8번 부두에서 하역해 캠프 캐럴, 동두천 미 2사단, 성환 탄약창 등에 공급했던 적이 있다는 것을 전직 카투사가 증언하였고, 1975~1976년에 공병대 헬기장을 건설하면서 폐 페인트가 대량으로 매립되었다는 사실도 확인되었다.

## SFC 찰스 F. 캐럴
Charles F. Carroll 찰스 F. 캐럴[*]은 미국 육군 공병대 중사였다. 그는 제2차 세계 대전에서 종군한 베테랑이었고, 6.25 전쟁이 발발하자 한반도에 배치된 제5보병연전투단 제72공병전투중대의 일원으로서 1950년 9월 25일 왜관 근처의 낙동강 계곡에서 지뢰밭을 제거하다가 전사하였다.

### 수여받은 훈장
- 수훈십자장
- 한반도 근무훈장
- 국방근무훈장
- 퍼플하트
- 대한민국 대통령 부대 표창
- 대한민국 전쟁 종군훈장
- 유엔복무훈장
- 제2차 세계 대전 전승훈장

## 세입 조직
- 주한 물자지원사령부(Materiel Support Command - Korea (MSC-K))

## 같이 보기
- 주한 미군의 시설 목록
- USAG 대구
  - 캠프 워커
  - 캠프 조지
  - 캠프 헨리
- 에이전트 오렌지
- 파라콰트

## 참고
1. ↑  “United States Army Materiel Support Command - Korea” (영어). 19th ESC 공보부. 2016년 3월 17일에 원본 문서에서 보존된 문서. 2016년 1월 6일에 확인함.
2. ↑  “`33년 만에 드러난 충격적 진실` 주한미군, 고엽제 칠곡 `캠프캐럴`에 묻었다”. 한국경제. 2011년 5월 20일. 2015년 4월 2일에 원본 문서에서 보존된 문서. 2012년 2월 15일에 확인함.
3. ↑  “미8군사령관 "캠프캐롤에 특정물질 매몰 기록 찾아내"”. 노컷뉴스. 2011년 5월 23일. 2012년 2월 15일에 확인함.
4. ↑  “'캠프캐럴에 독극물 묻었다'..증언ㆍ의혹제기 봇물”. 연합뉴스. 2011년 5월 22일. 2012년 2월 15일에 확인함.
5. ↑  “Charles F. Carroll”. 《American Battle Monuments Commission》 (영어). 2025년 1월 5일에 확인함.

- “Camp Carrol” (영어). globalsecurity.org. 2015년 3월 28일에 확인함.